# 으름덩굴속
으름덩굴속은 으름덩굴과의 속이다.

## 분포
주로 산지에서 잘 자라며, 한국에는 황해도 이남지역에 분포하고 있다.

## 특징
낙엽이 지는 활엽목본으로서 덩굴을 이룬다. 잎은 5개의 작은잎으로 구성된 손바닥 모양의 겹잎을 이룬다. 암수한그루이며, 한 꽃이삭 속에 수꽃과 암꽃이 섞여 있는데, 이들은 4월경에 새 잎과 함께 피어난다. 수술은 따로 떨어져 있으며, 수꽃은 3개의 꽃덮이조각을 가지고 있다.

## 종
- 삼엽으름덩굴(A. trifoliata (Thunb.) Koidz.)
- 으름덩굴(A. quinata (Thunb. ex Houtt.) Decne.)
  - 흰으름덩굴(A. quinata 'Alba')
- A. apetala (Quan Xia, J.Z.Sun & Z.X.Peng) Christenh.

- A. longeracemosa Matsum.
- A. longisepala (H.N.Qin) Christenh.
- A. × pentaphylla (Makino) Makino